# شهرک بوعلی
شهرک بوعلی تهران نام مجتمع مسکونی است که در بخش غربی کوی فراز تهران قرار دارد. این مجتمع مسکونی تازه‌ساز از شرق به کوی فراز و از غرب به شهرک مخابرات و از جنوب به بلوار شهرداری محدود می‌گردد. مجتمع تجاری بوعلی در این مکان واقع گردیده است.